# لئو پینتو
لئو پینتو (انگلیسی: Leo Pinto; ۱۱ آوریل ۱۹۱۴ – ۱۰ اوت ۲۰۱۰) بازیکن هاکی روی چمن اهل هند بود.
وی به‌همراه تیم ملی هاکی روی چمن مردان هند به قهرمانی بازی‌های المپیک تابستانی ۱۹۴۸ دست پیدا کرده‌است.